# Heilig Hartbeeld (Stevensweert)
Het Heilig Hartbeeld is een standbeeld in de Nederlandse plaats Stevensweert, in de provincie Limburg.

## Achtergrond
Het Heilig Hartbeeld werd in 1931 geïntroniseerd door pastoor Nabben. Het werd geplaatst op het plein voor het gemeentehuis en de katholieke St. Stephanuskerk in Stevensweert. Bij een reconstructie van het Jan van Steffeswertplein in de tweede helft van de 20e eeuw werd het beeld verplaatst naar de pastorie naast de kerk.

## Beschrijving
De op een halve wereldbol staande stenen Christusfiguur is gekleed in een gedrapeerd gewaad. Hij houdt zijn beide armen uitnodigend gespreid. Op zijn borst is het Heilig Hart zichtbaar.
Het beeld stond aanvankelijk op een hoge sokkel en werd omgeven door een hekwerk, de huidige sokkel is een eenvoudig, taps toelopend, exemplaar. Op de dekplaat is in hoog-reliëf een tekst aangebracht: 

KOMT ALLEN TOT MIJ

## Fotogalerij

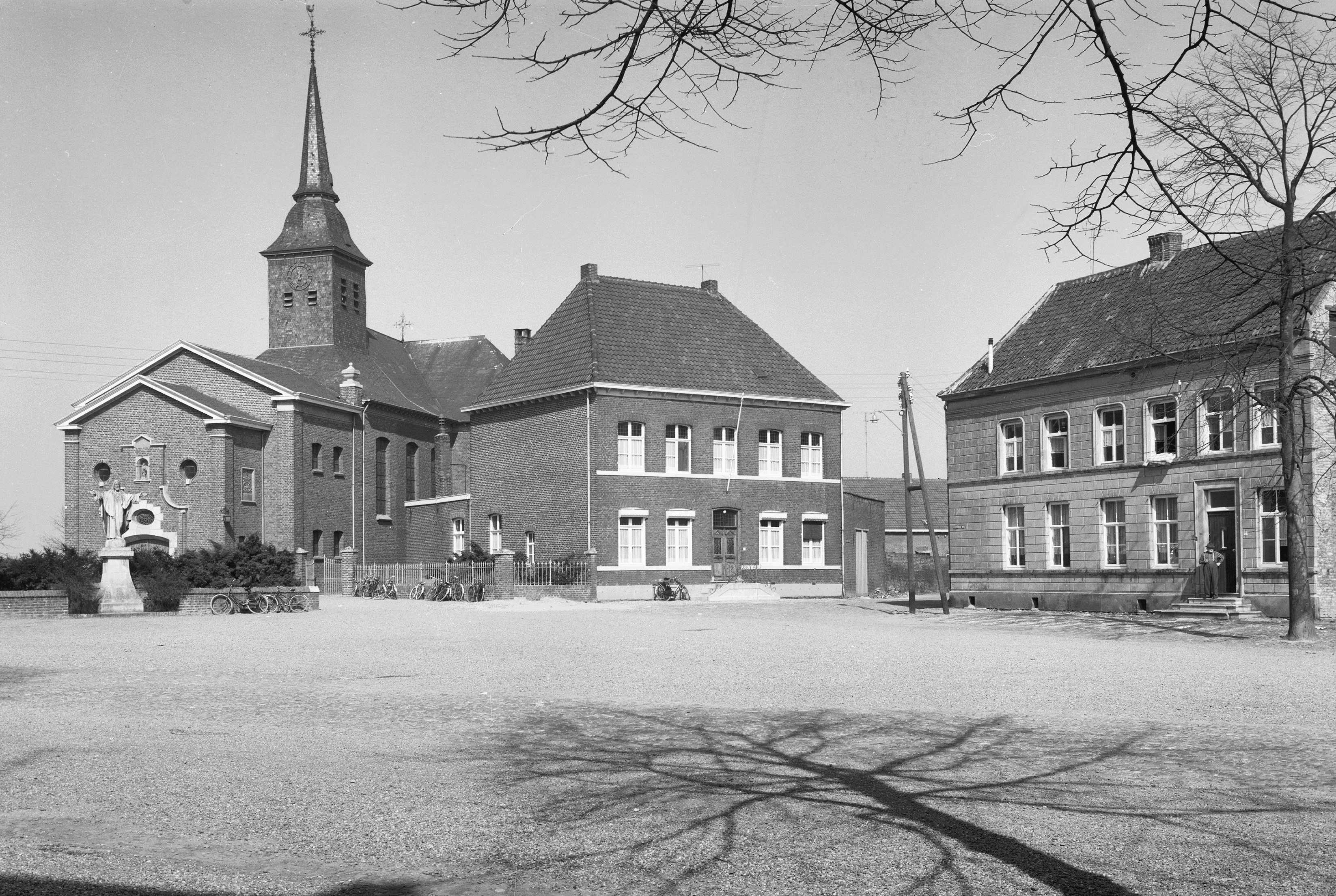
Het beeld op het plein in 1965
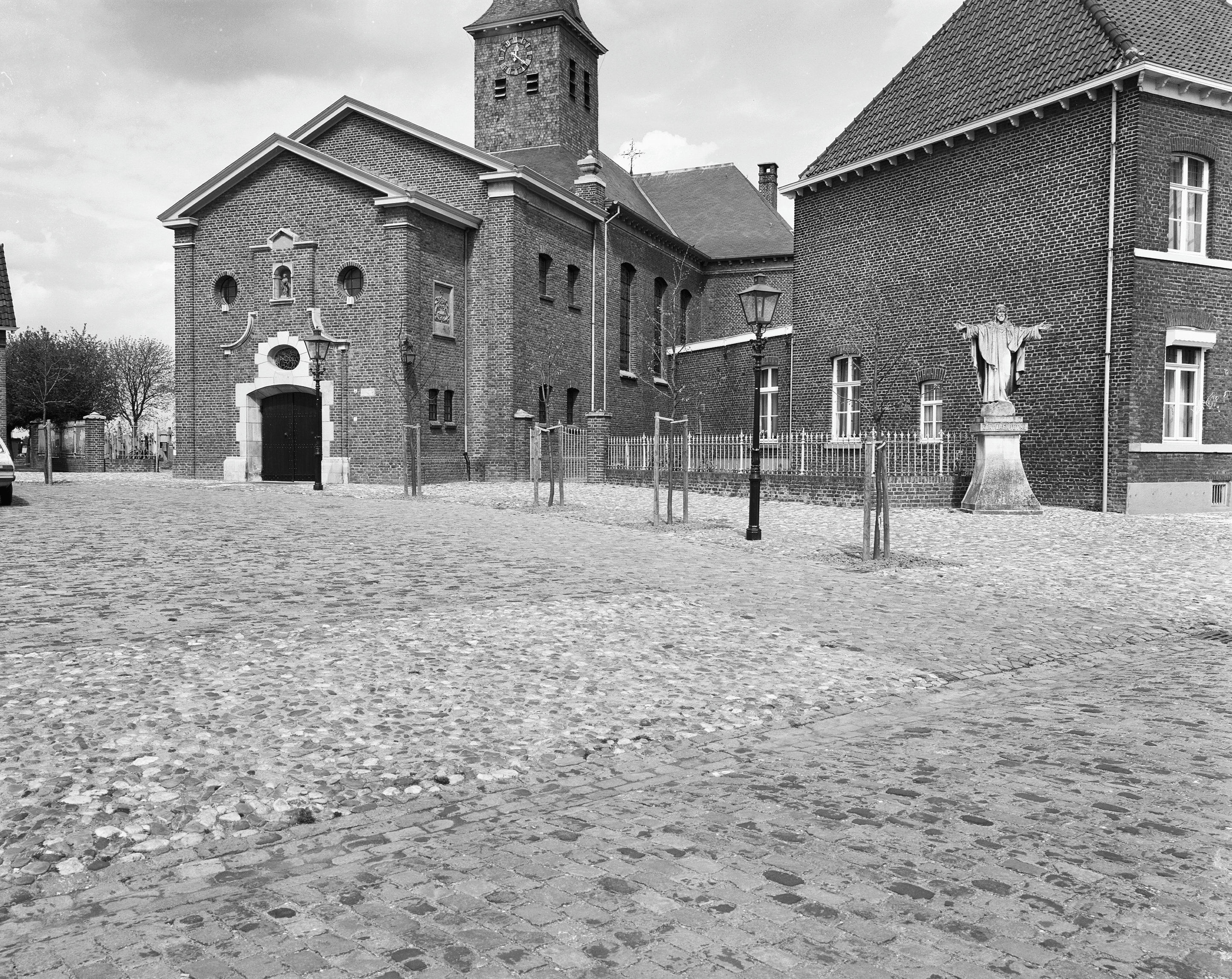
Het beeld naast de pastorie in 1977